# Katzinett
Das Katzinett ist ein historisches Museum zum Thema Katze. Es zeigt die Katze in der Kunst und in der Kultur durch die Jahrhunderte und aus aller Welt. Schwerpunkt sind Gebrauchsgegenstände der Belle Époque.

## Geschichte
Das Privatmuseum wurde 2010 im Ludwigshafener Stadtteil Friesenheim von Claudia Stock-Kühn eröffnet.
„Katzinett“ ist ein Kofferwort aus KATZe und KabINETT (ein Nebenraum für Sammlungen spezieller Kunstobjekte) und ist als Marke eingetragen.
Die Sammlung umfasst mehrere Tausend Katzenexponate aus einem Reservoir von 11.000 Katzendarstellungen, diese reichen von Reiskorn- bis Menschengröße. Der Schwerpunkt der Sammlung liegt um das Jahr 1900, etwa Porzellan von Royal Copenhagen, reicht aber von 1640 bis zur Gegenwart und beinhaltet auch Kuriosa wie Opiumpfeifen oder Karl Lagerfelds Choupette-Figur.
Das Konzept eines Katzenmuseums fand wiederholt Beachtung in der Presse und im Fernsehen. 2014 porträtierte der Südwestrundfunk in seinem Magazin Kaffee oder Tee das Katzinett und die hinter ihm stehende Katzensammlerin.